# Lara Heini
Lara Heini, född den 9 juli 1994, är en schweizisk innebandysspelare som spelar för svenska Pixbo IBK och schweiziska damlandslaget.
Heini har med det schweiziska landslaget tagit ett brons i World Games år 2025. Hon har utsetts till SSL:s bästa målvakt 2020 och 2025.